# Camerouns volleyballlandshold (damer)
Camerouns volleyballlandshold er Camerouns landshold i volleyball. Holdet er et af de bedste landshold i Afrika med tre sejre i det afrikanske mesterskab. Det har deltaget i flere VM. Holdet er organiseret af Fédération Camerounaise de Volley-Ball.

## Referenser
- Oversættelse Denne artikel eller en tidligere version er helt eller delvist oversat fra den italiansksprogede Wikipedia, der er tilgængelig under Creative Commons Kreditering-Deling på samme vilkår 3.0. Se versionshistorik for oplysninger om oprindelig(e) bidragyder(e).